# Matara suturalis
Matara suturalis là một loài tò vò trong họ Ichneumonidae.